# Система Стоупс-Геерлен
Система Стоупс-Геерлен (англ. Stopes-Heerlen system) — петрографічна термінологічна система, прийнята на Геерленському конгресі зі стратиграфії карбону в 1935 р., яка стосується класифікації мінералів та інгредієнтів вугілля, видимих макроскопічно й під мікроскопом. Інгредієнти вугілля були перейменовані в літотипи, (вітрен, фюзен, дюрен, кларен). Мікроінгредієнти виділені як мікролітотипи (спорит, фузит, вітрит, кларо-дюрит, дюрит, дюрокларит, кларит, вітринертит). За цією системою назви мацералів і їх груп утворюються за допомогою суфікса «ініт». Виділяються 3 гр. мацералів: вітриніт, екзиніт та інертиніт. Система запропонована Мері Стоупс, 1919.